# Хойбек, Альфред
Альфред Хо́йбек, в некоторых публикациях фамилия указывается как Гейбекк, нем. Alfred Heubeck (20 июля 1914, Нюрнберг — 24 мая 1987, Эрланген) — немецкий лингвист, специалист в области классической филологии.

## Биография
Окончил гуманистическую гимназию по специальности «классическая филология» при Эрлангенском университете Фридриха-Александра, где его учителями были Альфред Клотц, Альфред Шмитт и Курт Витте. В 1936 году защитил докторскую диссертацию «Национальное сознание Геродота». В 1938—1956 годах был преподавателем Гимназии Фридриха в Эрлангене, после чего до 1962 года — главный учебный директор и руководитель Нюрнбергской гимназии имени Меланхтона. 3 февраля 1951 года защитил диссертацию на степень хабилитированного доктора на тему «Автор Одиссеи и Илиада» в Эрлангенском университете и в том же году стал его доцентом.
31 мая 1957 года занял в том же университете должность экстраординарного профессора, а 26 апреля 1962 г. — штатного профессора греческой филологии. Во время зимнего семестра 1978/79 возглавлял Институт древних языков. Хотя в 1979 года Хойбек ушёл в отставку, до 1980 года он продолжал читать лекции в качестве почётного профессора, пока кафедру не занял в 1980 г. его преемник Эгерт Пёльманн.
Основной сферой его исследований была древнегреческая литература архаического периода, главным образом Гомер и Гесиод.
Хойбек также исследовал проблему догреческого субстрата и критские надписи Линейным письмом A.

## Основные работы
- Das Nationalbewußtsein des Herodot. Neustadt a. d. Aisch 1936 (zugl. Phil. Dissertation, Erlangen)
- Der Odyssee-Dichter und die Ilias. Palm & Enke, Erlangen 1954 (zugl. Phil. Habilitations-Schrift Erlangen, vom 3. Februar 1951)
- Lydiaka. Untersuchungen zu Schrift, Sprache und Götternamen der Lyder. Universitätsbund Erlangen e.V., Erlangen 1959
- Aus der Welt der frühgriechischen Lineartafeln. Eine kurze Einführung in Grundlagen, Aufgaben und Ergebnisse der Mykenologie. Vandenhoeck u. Ruprecht, Göttingen 1966
- Die Homerische Frage. Ein Bericht über die Forschung der letzten Jahrzehnte. Wissenschaftliche Buchgesellschaft, Darmstadt 1974 , ISBN 3-534-03864-9
- Kleine Schriften zur griechischen Sprache und Literatur. Universitätsbund Erlangen-Nürnberg, Erlangen 1984, ISBN 3-922135-34-X
- Heubeck, Alfred. Praegraeca: sprachliche Untersuchungen zum vorgriechisch-indogermanischen Substrat, Erlangen (1961); review: A. J. Beattie, The Classical Review (1963).